# Joseph Nelson Rose
Joseph Nelson Rose, född 11 januari 1862 och död 4 maj 1928, var en amerikansk botanist. Han föddes i Union County, Indiana. Hans far dog under inbördeskriget medan Joseph Rose endast var en liten pojke. Senare tog han examen från high school i Liberty i Indiana.
Joseph Nelson Rose samarbetade ofta med Nathaniel Lord Britton (1859-1934) och den vanligaste gemensamma auktorsförkorningen är Br. & R.. 
Auktorsnamnet Rose kan användas för Joseph Nelson Rose i samband med ett vetenskapligt namn inom botaniken; se Wikipediaartiklar som länkar till auktorsnamnet.